# Kirchenrechtliches Institut der Evangelischen Kirche in Deutschland

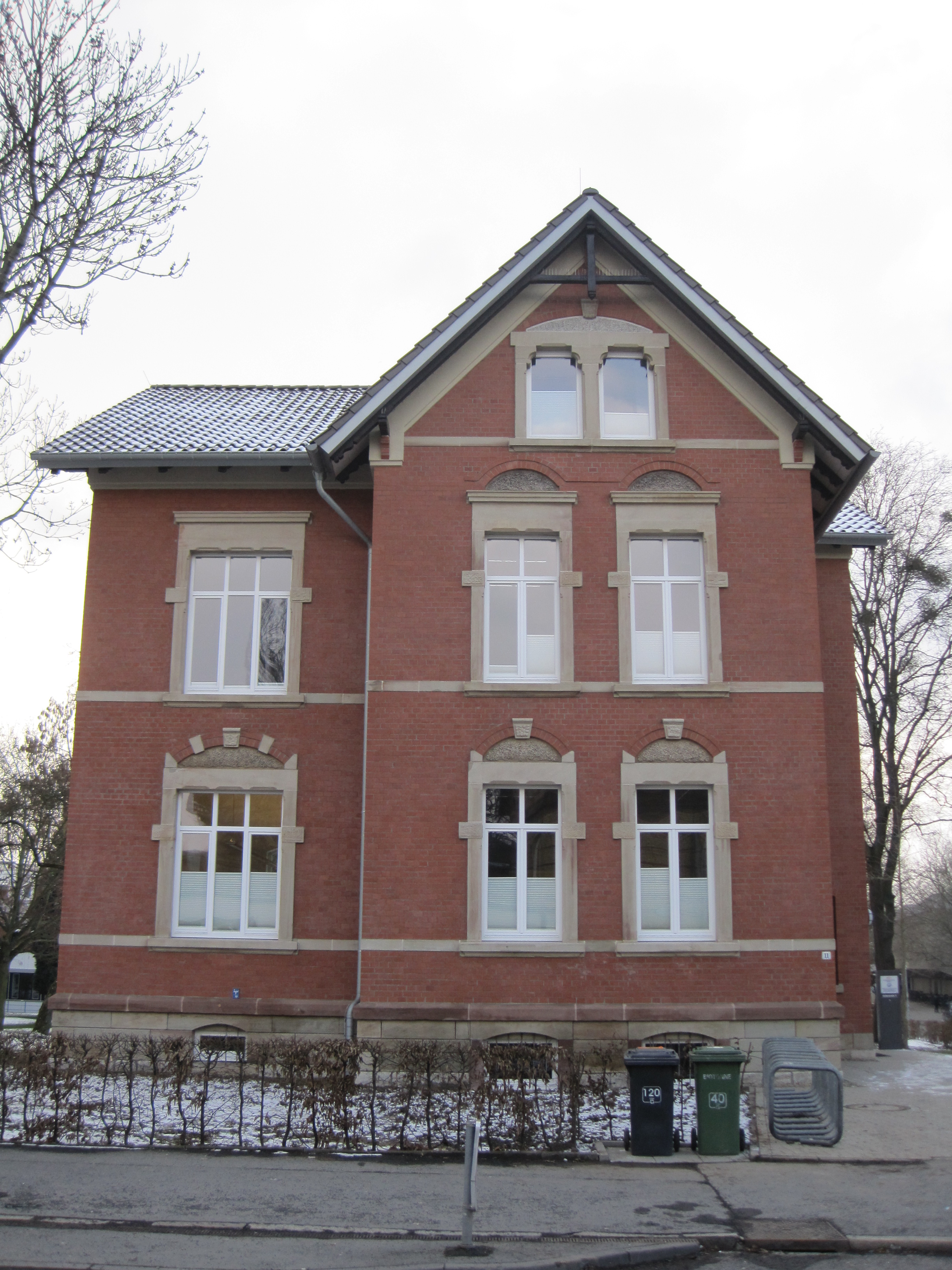
Sitz des Instituts in Göttingen, Goßlerstraße 11 (2013)

Mit Beschluss des Rates der Evangelischen Kirche in Deutschland (EKD) vom 14. Dezember 1945 wurde das Kirchenrechtliche Institut als rechtlich unselbständige Einrichtung der EKD gegründet. Seinen Sitz hat es in Göttingen. Zeitweilig war es in München ansässig.

## Geschichte
Erster Leiter des Institutes war Rudolf Smend, auf dessen Initiative die Gründung des Institutes zurückzuführen ist. Er wirkte dort in den Jahren 1945 bis 1969. Ihm folgte Axel Freiherr von Campenhausen von 1969 bis 2008. Von ihm übernahm seitdem Hans Michael Heinig dieses Amt.

## Auftrag
Gemäß § 1 der Ordnung des Kirchenrechtlichen Instituts der EKD hat es den Auftrag, die EKD und ihre Gliedkirchen sowie kirchliche Zusammenschlüsse in Fragen des Kirchen- und Staatskirchenrechts zu beraten. So fertigt das Kirchenrechtliche Institut der EKD Rechtsgutachten an. Auch staatliche Gerichte nehmen die gutachterlichen Dienste des Instituts in Anspruch.
Weiter ist dem Institut aufgetragen, Fort- und Weiterbildungen für Angehörige der Kirchenverwaltungen durchzuführen. Es fördert des Weiteren die Bedeutung des Kirchen- und Staatskirchenrechts in der universitären Lehre und erstellt Rechtsquellennachweise für das Amtsblatt der EKD.

## Veranstaltungen
Jährlich wird die Kirchenrechtslehrertagung für die Mitarbeiter der Zeitschrift für evangelisches Kirchenrecht und die akademischen Vertreter des Faches durchgeführt, anfangs in Heidelberg, seit 2006 in Halle (Saale). Die Tagungsberichte und die zugrundeliegenden Arbeiten erscheinen in der Zeitschrift für evangelisches Kirchenrecht. Weiterhin gibt es eine jährliche Kirchenjuristentagung als Fortbildungsveranstaltung für Juristen im Kirchendienst.

## Schriften
Die Rechtsgutachten des Instituts werden in den Sammelbänden der Reihe Jus Ecclesiasticum im Verlag Mohr Siebeck veröffentlicht. Bis 2021 sind 122 Bände erschienen. Weitere Rechtsgutachten wurden als Aufsätze veröffentlicht.
Dem Institut ist auch die Redaktion der Zeitschrift für evangelisches Kirchenrecht angeschlossen.